# Kolkowo
Kolkowo (kaszb. Kolkòwò, niem. Kolkau) – nieistniejąca już osada kaszubska w Polsce położona w województwie pomorskim, w powiecie wejherowskim, w gminie Gniewino.
Wieś szlachecka położona była w II połowie XVI wieku w powiecie puckim województwa pomorskiego. Wieś została zlikwidowana w 1974 roku w związku z budową Elektrowni Wodnej Żarnowiec. W miejscu, gdzie znajdowało się Kolkowo, powstał górny zbiornik wodny tej elektrowni – Zbiornik Czymanowo o powierzchni 135 ha i pojemności 13,8 milionów metrów sześciennych.
W latach PRL Kolkowo było wsią PGR-owską. Miejscowość posiadała własną niewielką szkołę, mieścił się w niej także zabytkowy zamek.
Po likwidacji wioski pozostało z niej zaledwie jedno domostwo – oddalone nieco od jej głównych zabudowań, znalazło się u podstawy sztucznego zbiornika. Nazwa Kolkowo była zatem używana w odniesieniu do pojedynczego wybudowania – aż do końca lat 90. XX wieku, gdy budynek przestał być zamieszkany.

## Nazwy źródłowe miejscowości
kaszb. Kôłkòwò lub też Kòłkòwò, Kòlkòwò; niem. Kolkau, dawniej Kolukowo, Kalkow.